# Rainer Rosenberg

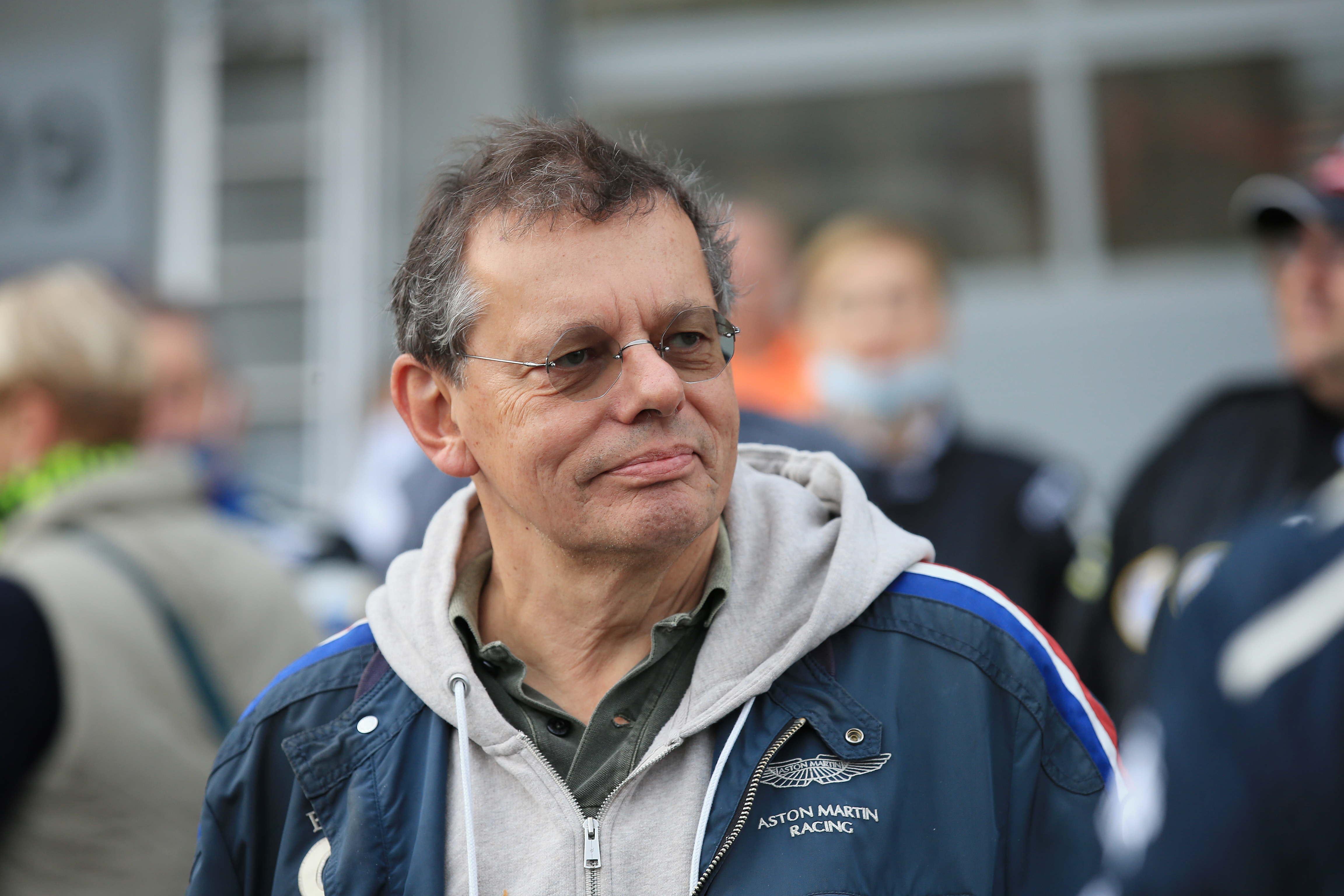
Rainer Rosenberg (2020)

Rainer Rosenberg (* 8. Juni 1953 in St. Pölten) ist ein österreichischer Rundfunkjournalist. Rosenberg arbeitete von 1974 bis 2018 beim ORF-Radio. Unter anderem ist Rosenberg der Begründer von Ö1 Campus, Rudi, der rasende Radiohund und der Ö3-Kummernummer. Ihn selbst konnte man am meisten in Sendungen wie Menschenbilder und Punkt eins auf Ö1 hören. 2017 wurde Rosenberg mit dem Dr.-Karl-Renner-Publizistikpreis für sein Lebenswerk ausgezeichnet.

## Karriere als Journalist
Rainer Rosenberg begann seine journalistische Karriere bei der Zeitschrift anstoss+ARGUMENTE, wo er von 1972 bis 1974 als Redakteur tätig war.
In den Jahren 1974 bis 1980 arbeitete er als freier Mitarbeiter und Gestalter für das ORF-Radio bei den Sendereihen Mini-Box, Funk-Verbindung, Die Musicbox und ZICKZACK.
Von 1981 bis 1986 war Rosenberg angestellter Redakteur in der Abteilung Gesellschaft, Jugend und Familie. Dort war er verantwortlich für die Sendereihen ZICKZACK und Musicbox. Während seines Zivildiensts 1983/1984 bei dem damaligen Caritas-Präsidenten Leopold Ungar gründete er die Ö3-Kummernummer.
Rosenberg ging danach zwei Jahre zum ORF-Fernsehen (1987–1989) und baute die Jugend- und Musiksendung X-Large auf. In dieser Sendung wurden jahrelang aktuelle Jugendthemen, angesagte Künstler und Musikclips präsentiert.
Nach seiner kurzen Zeit im Fernsehen wurde er 1989 Hauptabteilungsleiter von Gesellschaft, Jugend und Familie Hörfunk beim ORF-Radio. Hier war er verantwortlich für diverse Sendereihen auf Ö1 und Ö3, unter anderem Die Musicbox und ZICKZACK.

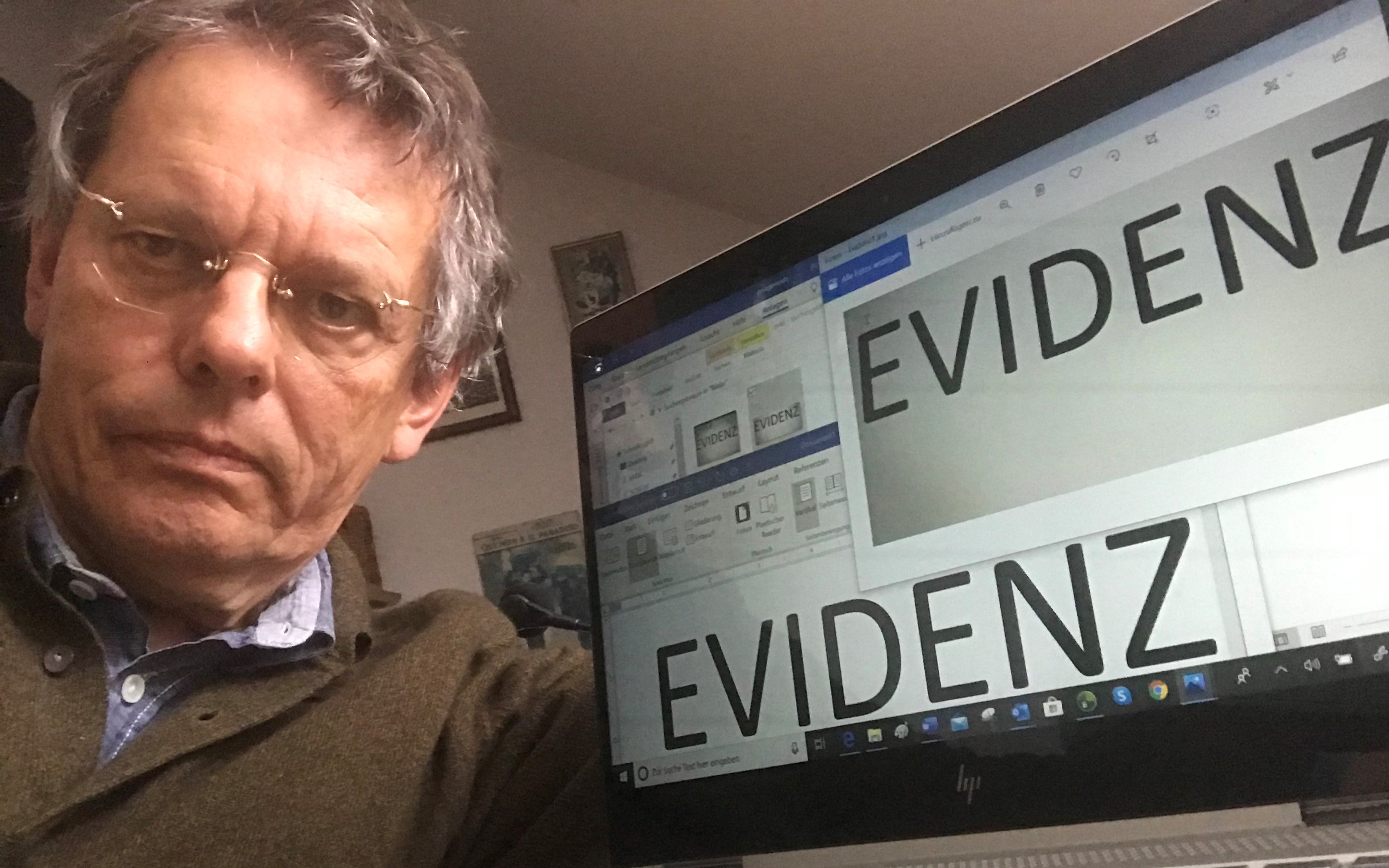
Rainer Rosenberg beim Arbeiten

1995 bekam Rosenbergs Aufgabenbereich einen neuen Namen: Spezialprogramme. Da war er bis 2018 für Sendungen wie Punkt eins, Moment-Leben heute, Help, Menschenbilder, Rudi, der rasende Radiohund (Kinderprogramm) zuständig. 1997 sorgte er für die Wiederinbetriebnahme des Mittelwelle-Programms des ORF: Radio 1476, das ab 2009 als Webradio Ö1 Campus weitergeführt wurde.
Rainer Rosenberg und seine Produktionen konnte man nach der Frühzeit in der Ö3-Jugendredaktion am häufigsten in Ö1-Sendungen wie Menschenbilder und Punkt eins hören.

## Universitätslektor
In den Jahren 1994, 1995 und ab 2005 bis dato ist Rainer Rosenberg als Universitätslektor am Institut für Publizistik- und Kommunikationswissenschaft an der Universität Wien tätig. Zu seinen Themen gehören der Hörfunk und Hörfunkjournalismus.

## Autor

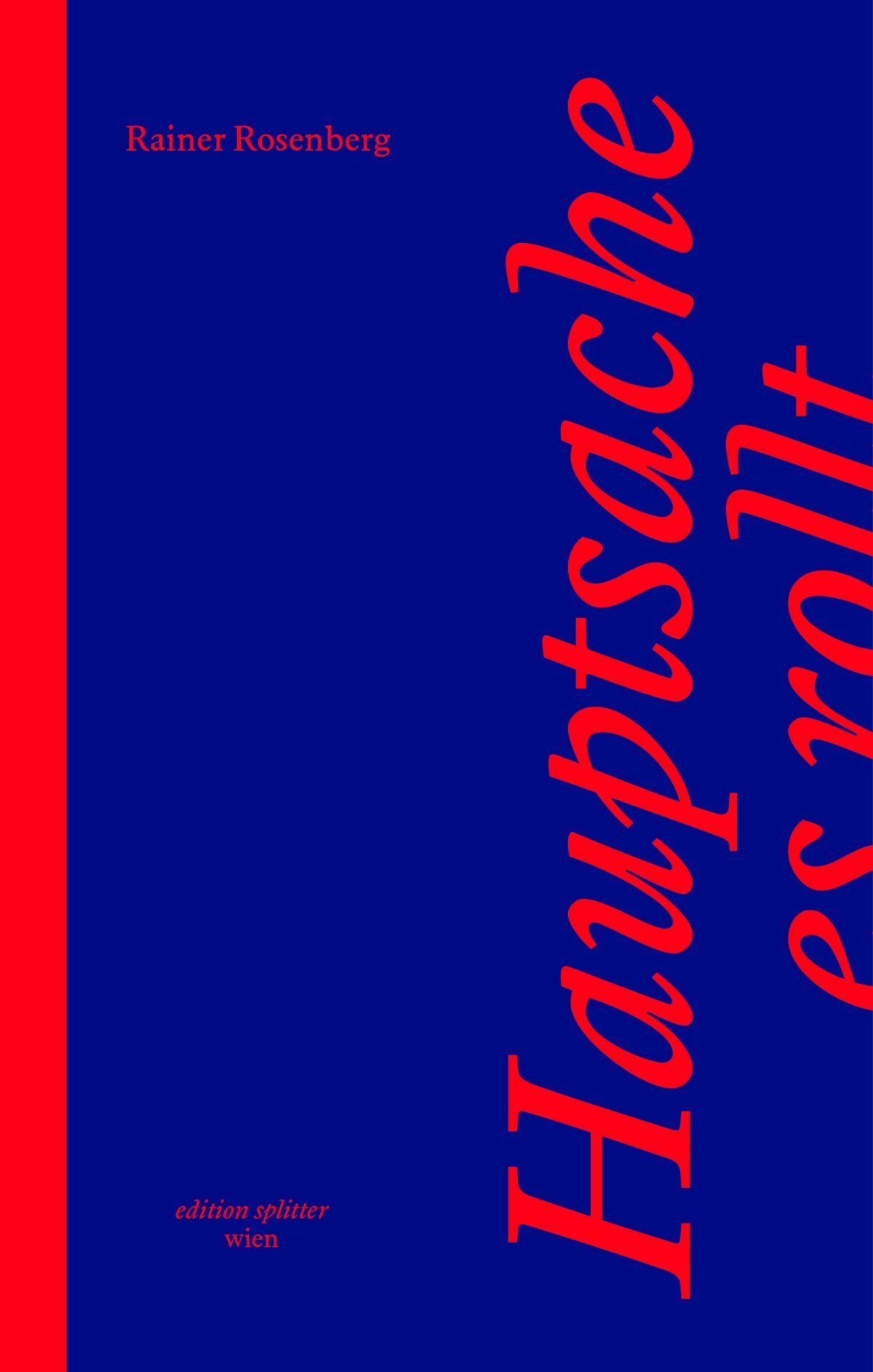
Das Buchcover von "Hauptsache es rollt" (2024) von Rainer Rosenberg

Im September 2024 erschien „Hauptsache, es rollt. Ein Fahrtenbuch“ in der Edition Splitter. Nach 50 Jahren Tätigkeit für das Radio beschäftigt sich Rosenberg in seinem Buch mit der Faszination der Fortbewegung mithilfe von Rädern – egal ob Trittroller oder Rennwagen, mit Literatur, Kultur, Philosophie und Politik und wählt Italien als besonderes Beispiel für Europäische Entwicklungen.

## Motorsport
Rainer Rosenberg ist ein Liebhaber des Motorsports. Auf seiner eigenen Website schreibt er in seiner Rubrik Hauptsache es rollt über seine Geschichten und Erlebnisse aus diesem Sport. Er selbst fuhr zwischen 2012 und 2022 Rennen, mit einer Ginetta G4 oder mit seinem 50 Jahre alten Formel Ford Rennwagen („Alexis Mk.15“). Rosenberg nahm regelmäßig an Veranstaltungen des Histo-Cup auf verschiedenen europäischen Rennstrecken teil.

## Weiteres
Nach seiner Zeit beim ORF-Radio begab sich Rainer Rosenberg in die Pension. Die Pension hält Rosenberg aber nicht auf, weiterhin als Journalist tätig zu sein. Auf seiner eigenen Website publiziert er diverse Artikel. In der Rubrik „genug gefragt“ berichtet Rosenberg von eigenen Beobachtungen und Erfahrungen und stellt vorläufige Antworten und Vorschläge um die Welt mit neuen Augen zu sehen.

## Projekte von und mit Rainer Rosenberg
- Zusätzlich Leiter des viersprachigen (deutsch, englisch, albanisch, serbisch/bosnisch/kroatisch) Radio Nachbar in Not speziell für Südosteuropa, welches seit dem Kosovo-Krieg auf Mittelwelle und Kurzwelle täglich von 20:00 bis 01:00 Uhr ausgestrahlt wurde (April 1999 bis Oktober 2002)[2]
- Zusätzlich Producer der Willi Resetarits Radioshow (April 2000 bis August 2002)[12]
- Verantwortlich für die Reihe Chronisten, Reporter, Aufklärer – ein Kanon des österreichischen Journalismus, ein Projekt gemeinsam mit dem Institut für Publizistik der Universität Wien (2002 – 2004)[13]
- Producer des Projekts „Denken und Leben“ – Konrad Paul Liessmann präsentiert bedeutende Philosophen im Radio und auf CD (1999 & 2000 & 2001 & 2007)[14]
- Gestalter und Producer des Projekts „Was die Welt zusammenhält“ Dialoge zur Weltsicht der Physik mit Ille Gebeshuber und Herbert Pietschmann im Radio und auf CD (2009)[15]
- Producer des Projekts „Wir und die Anderen“ Ö1 Sommervorlesungen mit Isolde Charim im Radio und auf CD (2016)[16]
- Weitere zahlreiche CD-Produktionen z. B. über Joseph Roth als Journalist[17]

## Auszeichnungen
- Staatspreis für journalistische Leistungen im Interesse der Jugend für Minibox (1975)
- Dr. Karl Renner Förderungspreis für die Minibox (1977)
- Andreas Reischek Preis (1976)
- Goldenes Mikrophon für ZICKZACK (1982)
- Staatspreis für journalistische Leistungen im Interesse der Jugend für ZICKZACK (1983)[18]
- Andreas Reischek Preis (1984)
- Special Commendation beim Prix Europa in Berlin für RADIO 1476 bei ”Marktplatz der Ideen” (1998)[19]
- Mitteleuropa-Preis des IDM für ”Radio Nachbar in Not” (1999)[20]
- „Ehrende Anerkennung“ für ”Radio Nachbar in Not” beim Claus-Gatterer-Preis (2000)
- Radiopreis der Erwachsenenbildung, Sparte Kultur (2001)[12]
- Radiopreis der Erwachsenenbildung, Sparte Information (2016)[21]
- Dr. Karl Renner-Publizistikpreis für das Lebenswerk (2017)